# Ofentrieb
Der Ofentrieb ist die deutliche Volumenzunahme des Teiglings während des Backvorgangs. Er wird ausgelöst durch die plötzliche extreme Wärmeeinwirkung auf den Teigling und basiert auf folgenden Abläufen:
- Die im gegarten Teigling enthaltenen Hefen und/oder Milchsäurebakterien aus Sauerteig oder Backhefe werden zu verstärkter Tätigkeit angeregt (Erzeugung von Gärgasen), bevor sie dann bei zu hohen Temperaturen (> 50 °C) absterben und ihre Tätigkeit einstellen.
- Die bereits während der Gare entwickelten Gärgase sind blasenförmig im Teigling verteilt und dehnen sich durch Wärmezufuhr aus.
- Im Backgut enthaltenes Wasser verdampft und vergrößert zusätzlich das Volumen.

Bedingung für eine gute Volumenzunahme des Teiglings durch den Ofentrieb ist eine ausreichende Schwadengabe zu Beginn des Backvorgangs, um die Oberfläche des Teiglings elastisch zu halten. Andernfalls würde die Oberfläche undefiniert aufbrechen und die Krume herausquellen.
Das Volumen des Backgutes ist immer dann wichtig, wenn das Backgut nach Stückzahl und nicht nach Gewicht verkauft wird.